# Nemadactylus macropterus
Nemadactylus macropterus is een straalvinnige vissensoort uit de familie van morwongs (Cheilodactylidae). De wetenschappelijke naam van de soort is voor het eerst geldig gepubliceerd in 1801 door Johann Reinhold Forster.
De vis is van commercieel belang in Australië en Nieuw-Zeeland, waar hij de Morwong, Jackass Morwong of Tarakihi wordt genoemd. Hij komt ook voor in Zuid-Amerika, aan de zuidwestelijke kant van de Atlantische Oceaan. Volwassen vissen zijn 25 tot 35 cm lang.

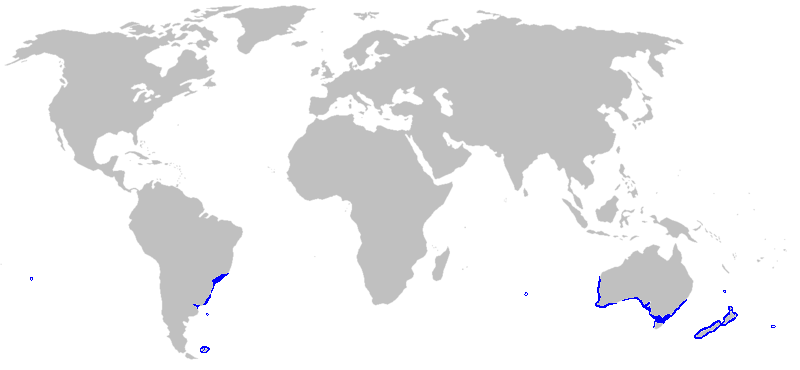
Verspreidingsgebied van Nemadactylus macropterus